# Genocid nad Asircima
Genocid nad Asircima je naziv događaja iz 1915. – 1916. kojim su mladoturci na području koje predstavlja istok današnje Turske pobili i raselili veliki broj Asiraca (Ajsora); posljedično je s tog područja - na kojem je do tada živjela većina asirskog naroda - Asiraca praktično nestalo.
Genocid nad Asircima se odvijao u isto vrijeme, na istom području, s istim ciljevima i uz korištenje istih agresivnih metoda, kao poznatiji Genocid nad Armencima.
Objektivni cilj velikog genocida je bilo nastojanje mladoturaka - koji su ovladali Turskom i poslije je držali pod svojom vlašću skoro stoljeće - da stvore homogeno tursko nacionalno područje, te da spriječe prodor Rusije s područja Kavkaza (odakle je Turska vlast već bila potisnuta u ranijim desetljećima) prema Sredozemnom moru - a preko područja istoka današnje Turske kojega su u velikoj mjeri nastanjivali kršćanski Armenci i Asirci; te gdje su k tome veliki dio preostalog stanovništva činili ne-turski Kurdi (tijekom I. svjetskog rata su Turci deportirali također i oko 700.000 Kurda, od kojih je vjerojatno polovina pomrla). Stoga je pokrenuta velika deportacija etnički ne-turskog stanovništva s tih područja prema područjima Otomanskog carstva na istoku uglavnom nastanjenom Arapima, za čije su održavanje u sastavu Turske mladoturci bili manje zainteresirani.
Genocid je obuhvaćao i znatan broj manjih i većih masakara, koji su izazivali strah potreban da se prisili stotine tisuća ljudi na deportaciju. Deportirano stanovništvo je povodom deportacije lišeno praktično cjelokupne imovine, te je bilo izloženo raznim zlostavljanjima. Na odredištima ih uglavnom nije čekala opskrba hranom, te je veliki dio - vjerojatno većina - deportiraca pomrla od gladi i bolesti. Kako su ratne operacije tijekom I. svjetskog rata tekle, na udaru teških progonstava koje su poduzimale turske snage i lokalne snage sastavljene od Kurda našli su se i Asirci na području današnjeg Iraka i Sirije (koja su područja to vrijeme bila dijelom Otomanskog carstva); također i u dijelu Irana kojega su tijekom rata bile okupirale turske snage.
Asirci su se tijekom I. svjetskog rata pokušavali vojno organizirati, uz stanovitu pomoć ruske vojske, ali su samo rijetko uspijevali formirati vojne jedinice dovoljno snažne za otpor turskoj vojsci.
Primjerice je u turskoj pokrajini Diyarbakir smanjen broj Asiraca sa 100 tisuća prije I. svjetskog rata na 28 tisuća 1918. godine(istovremeno je broj Armenaca u toj pokrajini smanjen sa 72 tisuće na 3 tisuće).
U narednom razdoblju, u Turskoj su nastavljeni zločini kojima se preostale Asirce nastojalo ukloniti iz te države. Na području današnje Turske, gdje je do 1915. godine živjela većina Asiraca (narod koji danas broji oko 4,5 milijuna pripadnika rasijanih širom svijeta) živi danas do 30.000 Asiraca.
Zbog genocida započetog tijekom I. svjetskog rata, broj Asiraca na Bliskom istoku smanjen je za preko polovicu: s oko 670.000 na 275.000.
Oko pola Asiraca do najnovijeg vremena je ostalo na preostalom dijelu svojeg povijesnog etničkog prostora (oko 15.000 u Armeniji, oko 700.000 u Siriji, oko 800.000 u Iraku, 80.000 u Iranu); preostali dio živi u brojnoj dijaspori, koja je potaknuta genocidom iz 1915. – 16.: Australija, Austrija, Azerbajdžan, Belgija, Brazil, Kanada, Cipar, Francuska, Njemačka, Grčka, Italija, Libanon, Nizozemska, Novi Zeland, Rusija (Europa), Švedska, Švicarska, Turska (Azija), UK, SAD.
Zbog aktualnih ratnih zbivanja u Iraku i Siriji, od 2003. godine broj Ajsora u tom području svijeta oštro opada, te se smatra da ih se u zadnjih desetak godina preko 70 posto raselilo u prekomorske zemlje - čime se na stanoviti način ponavljaju procesi iz genocida nad Asirscima 1915. – 16.

## Vanjske poveznice
- "'Native Christians Massacred': The Ottoman Genocide of the Assyrians during World War I." Hannibal Travis, Genocide Studies and Prevention 1, 3(December 2006): 327–371. cjeloviti znanstveni članak
- "Remembering the Assyrian Genocide: An Interview with Sabri Atman", Varak Ketsemanian za "The Armenian Weekly", 01.08.2014.
- "The Assyrian Genocide, 1914 to 1923 and 1933 up to the present", Rutgers  Arhivirana inačica izvorne stranice od 9. kolovoza 2014. (Wayback Machine)